# 城子河区
城子河区（じょうしが-く）は中華人民共和国黒竜江省鶏西市に位置する市轄区。

## 行政区画
5街道、1郷、1民族郷を管轄：
- 街道：城子河街道、正陽街道、東海街道、城西街道、杏花街道
- 郷：長青郷
- 民族郷：永豊朝鮮族郷

## 交通

### 道路
- 高速道路
  - 建鶏高速道路